# Dylacja
Dylacja (z łac. dilatio – rozciągnięcie), odkład – w dawnym prawie polskim odroczenie rozprawy wywołane nieobecnością strony spowodowaną chorobą (usprawiedliwioną, dilatio propter infirmitatem), listem inhibicyjnym, zajęciami publicznymi (dilatio propter negotia publica), nieobecnością w ziemi lub obecnością na innym procesie toczącym się tego samego dnia o większą sumę (pro maiore). Sędzia z urzędu (ex officio) mógł przekazać sprawę do innego sądu, możliwe było też odroczenie na mocy porozumienia stron (dilatio termini de consensu partium)